# Resistenza di Zeitun (1915)
La resistenza di Zeitun del 1915 fu la resistenza contro il genocidio armeno dei fedayeen armeni del Partito Socialdemocratico Hunchakiannella città di Zeitun (ora Suleymanli). Le milizie resistettero alle truppe d'attacco dell'Impero ottomano in due conflitti armati, il primo tra il 30 agosto e il 1º dicembre 1914 e il secondo tra il 1914 e il secondo il 25 marzo 1915.

## Prima resistenza
Nella prima resistenza, che durò tre mesi dal (30 agosto 1914 al 1º dicembre 1914), è stato riportato che gli armeni sconfissero tutte le truppe ottomane. 60 membri delle milizie armene morirono durante il primo conflitto secondo un rapporto.e contribuirono a combattere e a resistere all'imminente massacro della popolazione civile armena locale.

## Seconda resistenza
È stato riferito che il 25 marzo 1915 Zeitun fu conquistata dall'esercito ottomano. La data di inizio dei conflitti non è nota, ma in un rapporto dell'Ambasciatore a Costantinopoli (Wangenheim) al Reichskanzler (Bethmann Hollweg) si afferma che i combattimenti stavano andando avanti "nelle ultime settimane"

## Riferimenti alla cultura popolare
La resistenza è menzionata nel romanzo I quaranta giorni del Musa Dagh.